# 京都大学
京都大学（日语：／ Kyouto daigaku），簡稱京大（きょうだい），是一所位於日本京都的國立綜合性研究型大學。京大前身是日本第二所舊制帝国大学—京都帝國大學（1897年），2017年獲選為首批頂尖大學「指定國立大學法人」。
作为日本最高学府之一，京大的科研实力在全球享有很高的声誉，被誉为日本“科学家的摇篮”，亦為京都學派的發祥地。學術排名世界30強，相關人物計有19位诺贝尔奖得主（其中正式校友或教職員共11位）、2位菲尔兹奖得主、1位图灵奖得主及5名日本首相。

## 历史
京都大学前身是1869年5月建立的第三高等学校。1897年利用馬關條約的滿清賠款，高校的法學部及工學部組成京都帝国大学，高校改設大學預科。同年設置理工科大学。1899年設置法科大学以及医科大学。1906年設置文科大学。（帝国大学不設學院，下設分科大學）大约20年後這些分科大學改稱學部（學院之意）。在第二次世界大战后的学制改革中，第三高等学校剩餘的部分（大學預科）併入京都大学。
京都大學的淵源最早可追溯至文久元年（1861年）在長崎創立的養生所，後更名為長崎精得館。原設於江戶的開成所（今東京大學）因明治維新的混亂未能如計劃遷移至此。慶應四年（1868年），新政府決定在大阪設立舎密局（後來的理學校），於明治二年（1869年）開校。明治三年（1870年），理學校與同年10月創立的洋學校合併，改組為開成所。開成所後變更名稱多次，最終於1886年按中學校令更名為第三高等中學校，1889年遷至京都市吉田町新校地。依據1894年高等學校令，該校易名為旧制第三高等學校。
帝國大學令後，近畿地區爭取設立帝國大學，經西園寺公望提議用日清戰爭賠款提升第三高等學校為帝國大學，經過預算確認後，1897年京都帝國大學正式成立。原計劃1898年開設法科大學，但因工科需求急增，於創立年即設立理工科大學，後陸續增設其他學科。首任總長由木下廣次擔任，導入崇尚研究自由的德式大學模式，深影響後來的學風。
1919年分科大學制改為學部制，經濟學部從法學部獨立，並於同年增設農學部，1926年建立化學研究所。昭和年間，由於思想管制，發生多起學術自由受限事件，如河上肇教授和瀧川幸辰教授案。戰時，京大學生組成報國隊，並因戰爭加劇而設立與國策相關課程。戰後，多名被追放教授返回大學，並開放女性入學。1947年，去除「帝國」稱號，更名為京都大學，並於1949年成為新制大學。
1968年，發生青年醫師連合事件，導致教養部無限期罷課。1992年設立総合人間學部，隨後教養部廢除，學院組織完成轉型。1997年，京大迎來百年校慶。2004年，根據國立大學法人法，轉型為國立大學法人京都大學。2017年，成為指定國立大學法人。

## 學術與學風
京都大學起源於日本第2所舊制帝國大學京都帝國大學，「自由的學風」和「自重自敬」是大學謳歌的精神基礎。京都大學吉田校區則是京都大學總部的所在地。
京大校園位處被稱為「大學生的城市」之京都市區東北部，稍離市中心鬧區一帶，周邊幽雅閑靜，人文氣息濃厚。強調學生的自主權、承襲舊制第三高等學校的「自由的學風」。早年每逢京大年度慶典「11月祭」，設立於原第三高等學校（現京都大學吉田南校區）內的折田先生像（前校長銅像）都會遭到惡搞塗鴉，校方多次勸阻無效，索性將銅像撤去。然每年三月入學考試放榜之後，至新學年度開學後的四月中旬，學長姊會製作新的折田先生像以迎接新生。開學典禮、畢業典禮也充斥者奇裝異服。

## 歷任校長
- 木下廣次1897年6月
- 岡田良平1907年10月
- 菊池大麓1908年9月
- 久原躬弦1912年5月
- 澤柳政太郎1913年5月
- 山川健次郎（兼）1914年8月
- 荒木寅三郎1915年6月
- 新城新藏1929年3月
- 小西重直1933年3月
- 松井元興1933年7月
- 濱田耕作1937年6月
- 羽田亨1938年11月
- 鳥養利三郎1945年11月
- 服部峻治郎1951年11月
- 瀧川幸辰1953年12月
- 平澤興1957年12月
- 奧田東1963年12月
- 前田敏男1969年12月
- 岡本道雄1973年12月
- 擇田敏男1979年12月
- 西島安澤1985年12月
- 井村裕夫1991年12月
- 長尾真1997年12月
- 尾池和夫2003年12月
- 松本 紘2008年10月
- 山極壽一2014年10月
- 湊長博2020年10月

## 图册

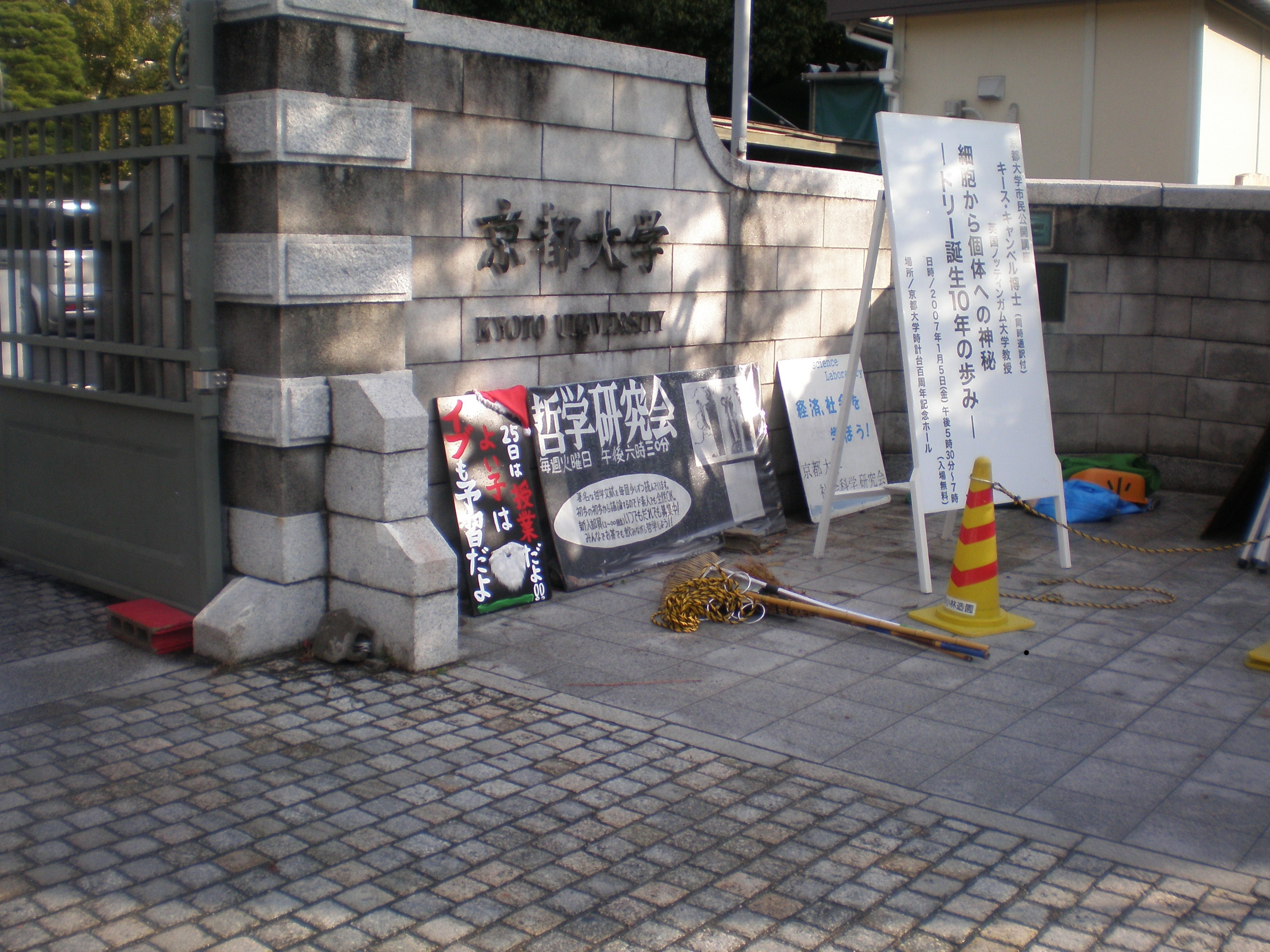
吉田校區正门學生看板
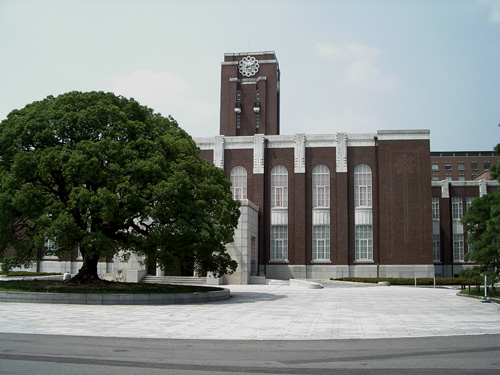
鐘樓紀念館及廣場/京大象徵樟樹
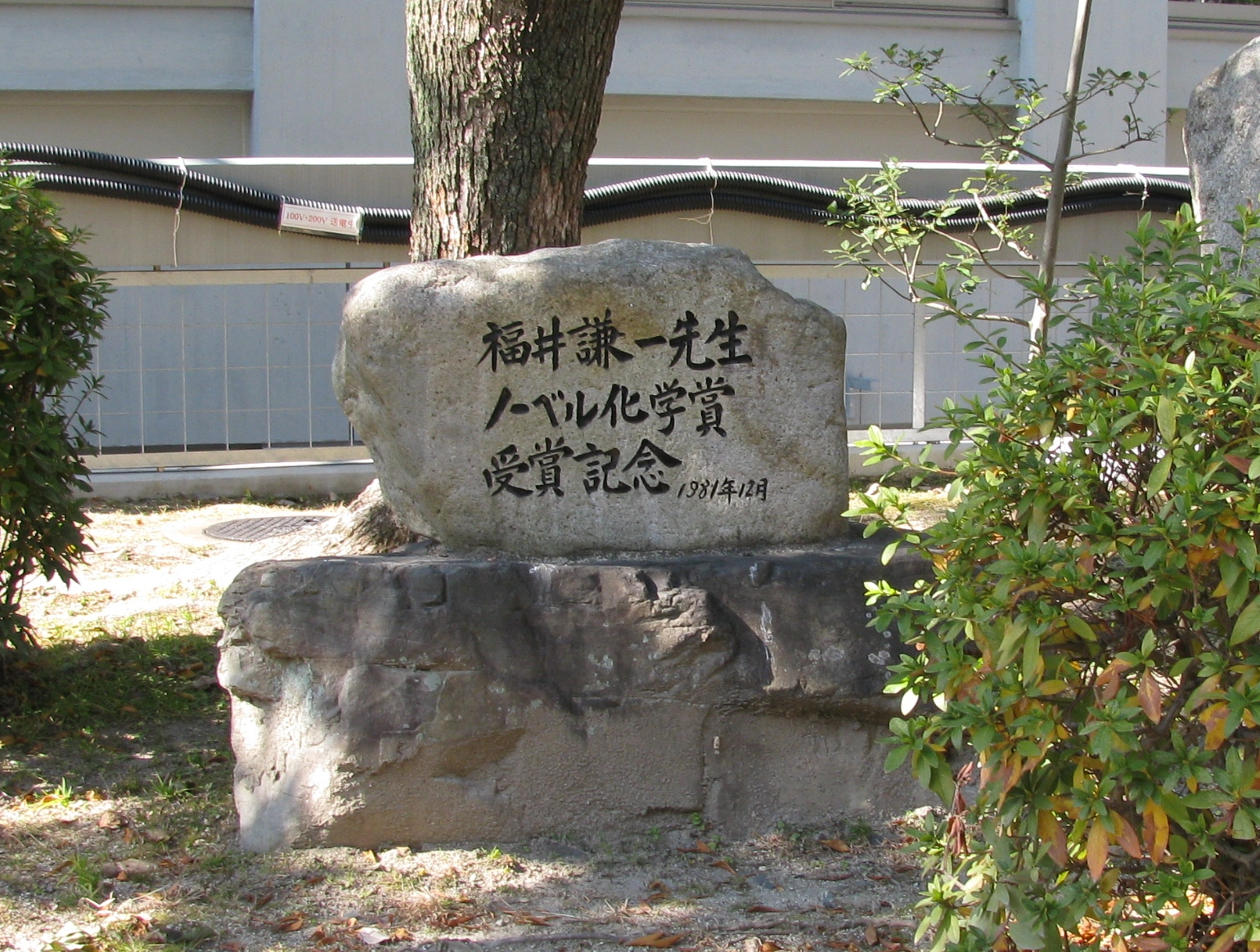
亞洲首位諾貝爾化學獎得主福井謙一校內紀念碑
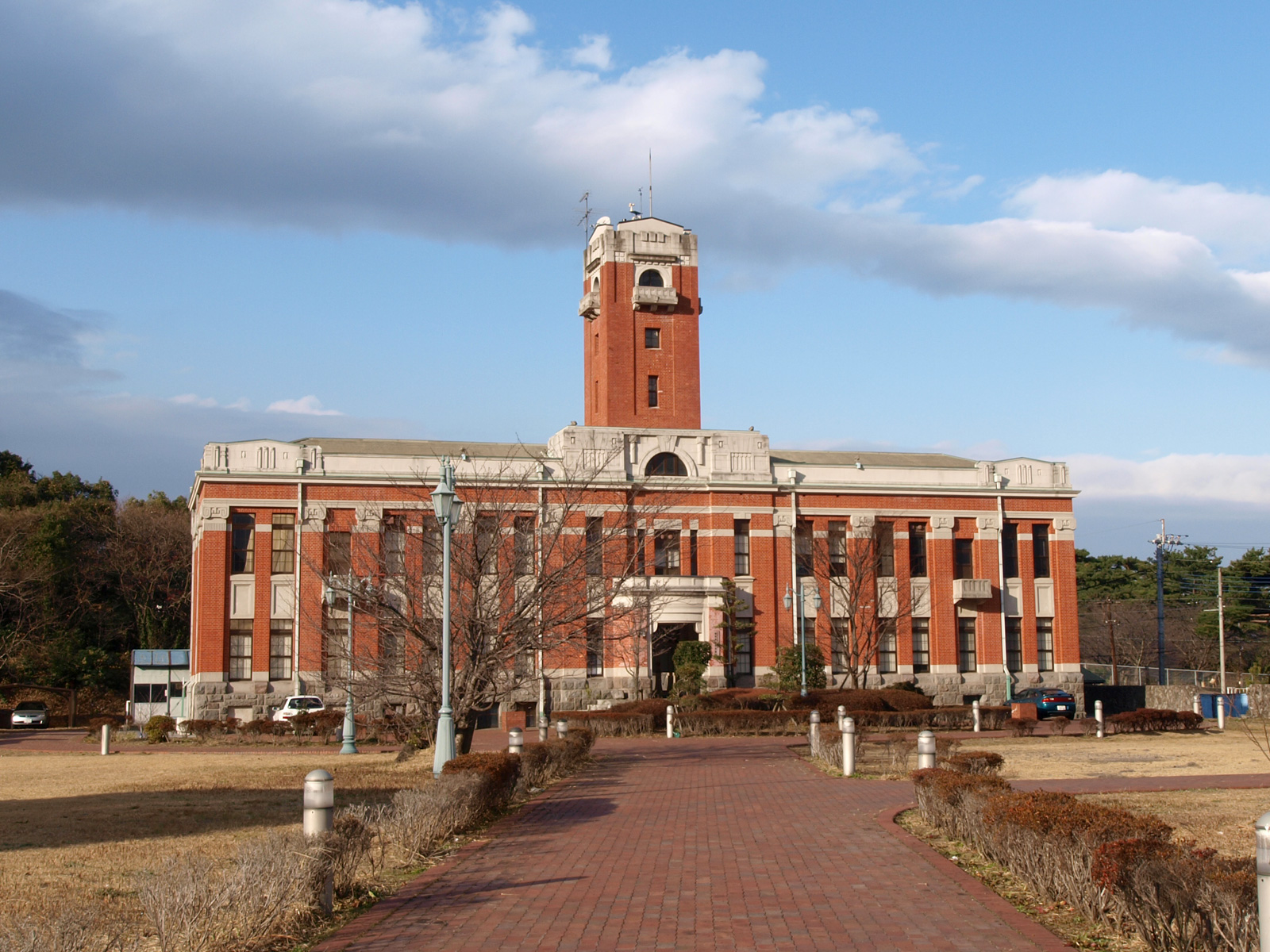
理學研究科附属地球熱学研究所（位於大分縣別府市）
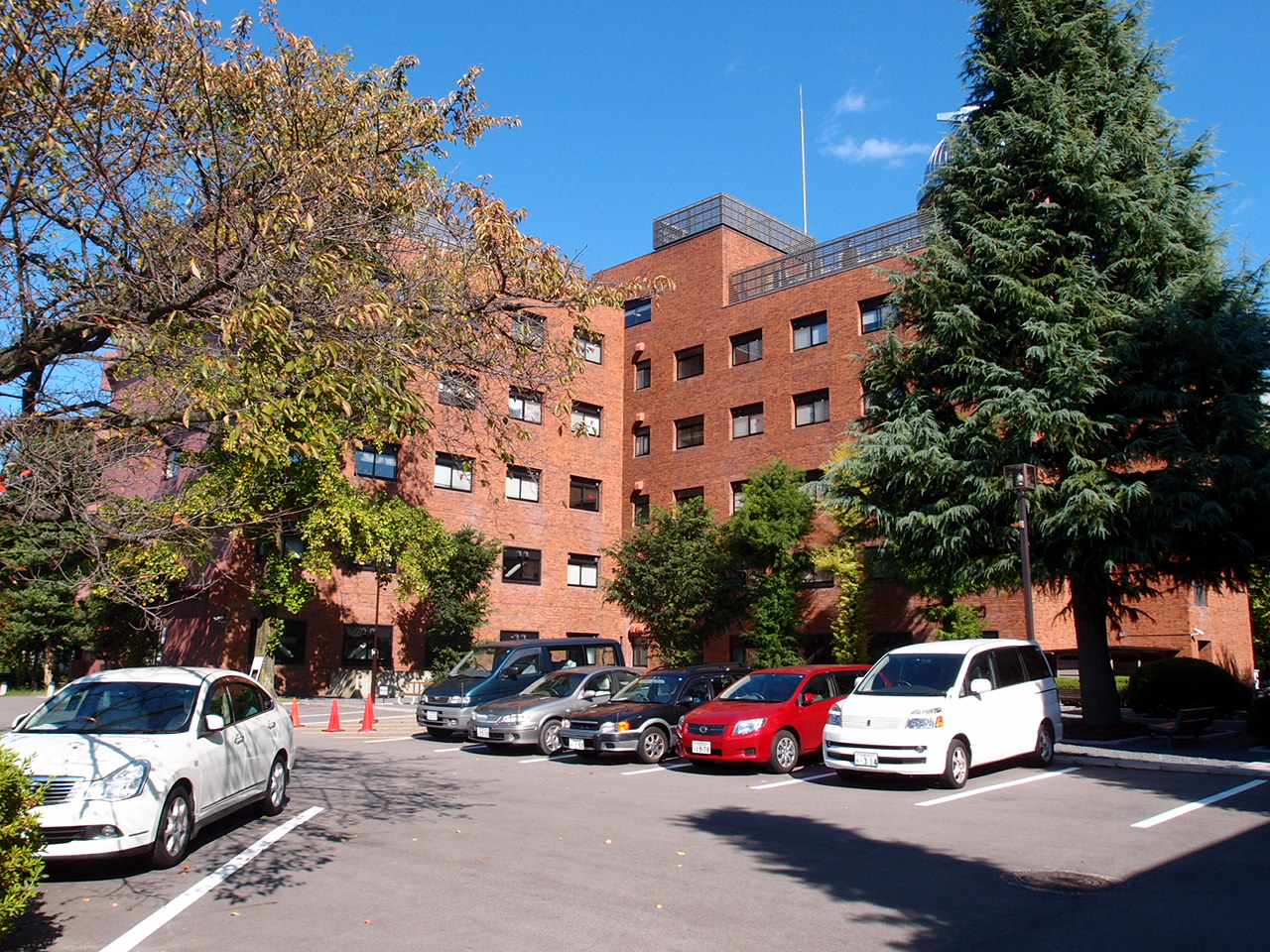
理學研究科4號館
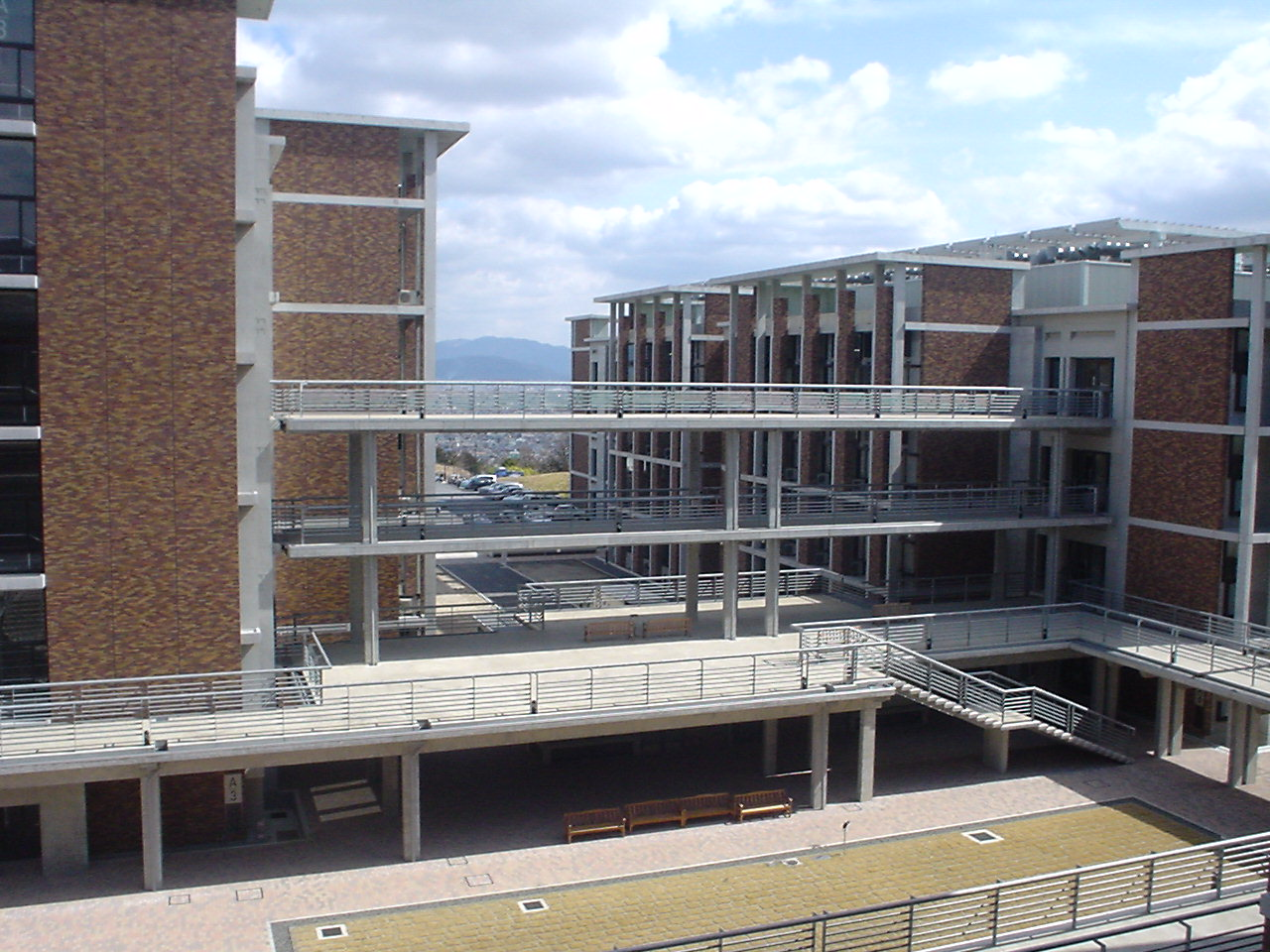
工学院大楼
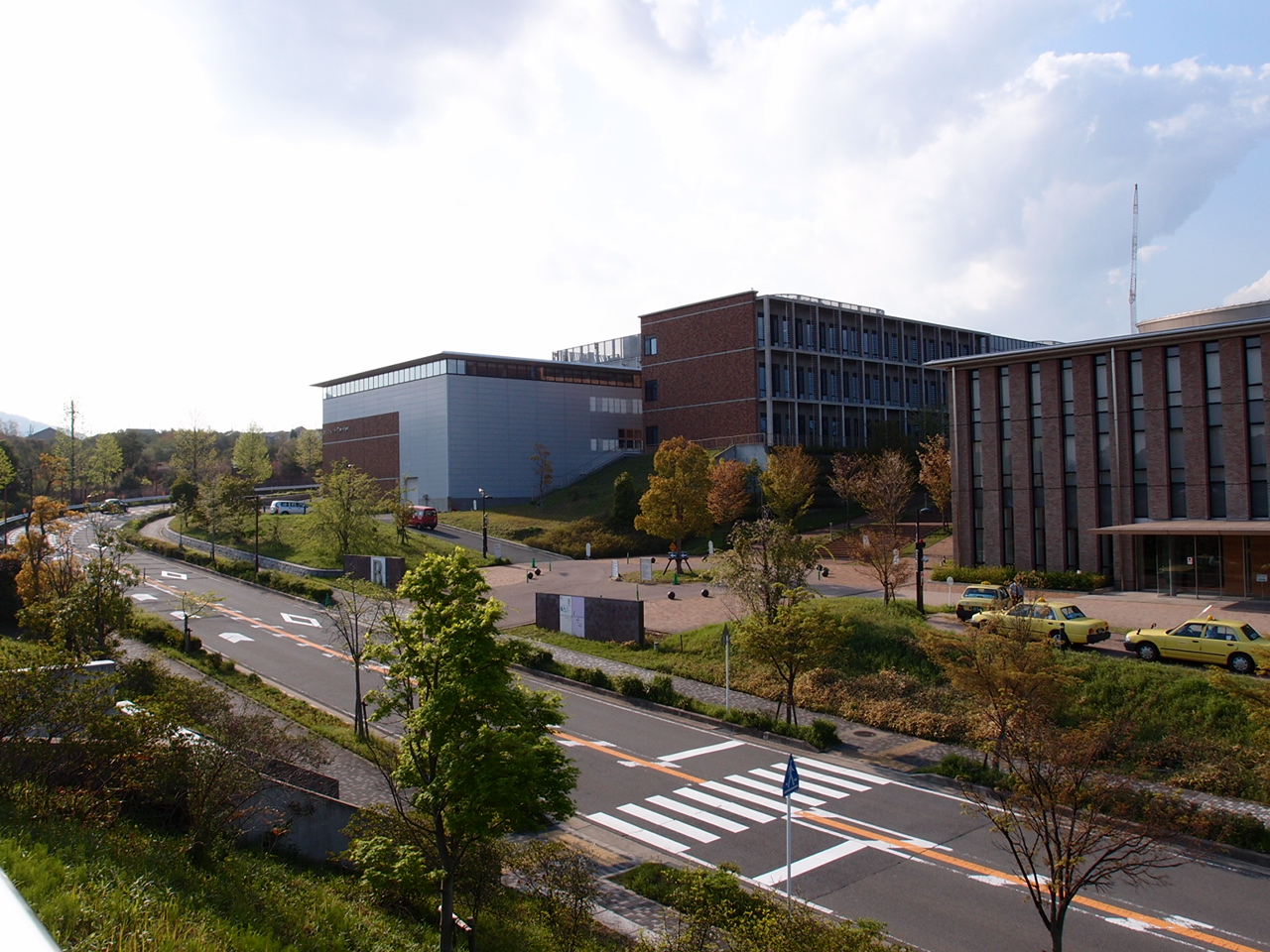
桂校區

## 院系设置

### 学部
- 综合人間學部
  - 人間科学系
  - 国際文明学系
  - 文化環境学系
  - 認知情報学系
  - 自然科学系

- 文学部
  - 人文學科
    - 哲学基礎文化学系
    - 東洋文化学系
    - 西洋文化学系
    - 歷史基礎文化学系
    - 行動・環境文化学系
    - 基礎現代文化学系

- 教育学部
  - 教育科學科
    - 現代教育基礎学系
    - 教育心理学系
    - 相關教育系統論系

- 法學部
  - 基礎法学系
  - 公法学系
  - 民刑事法学系
  - 政治学学系

- 经济学部
  - 經濟學科
  - 經營學科

- 理学部
  - 理學科
    - 数学系
    - 物理学・宇宙物理学系
    - 地球行星科学系
    - 化学系
    - 生物科学系

- 工学部
  - 地球工學科
  - 建築學科
  - 物理工學科
  - 情報學科
  - 電氣電子工學科
  - 工業化學科

- 医学部
  - 醫學科(6年制)
  - 人類健康科學科
    - 看護学專業
    - 檢查技術科学專業
    - 理学療法学專業
    - 作業療法学專業

- 药学部
  - 綜合藥學科
  - 藥學科(6年制)
  - 藥科學科(4年制)

- 农学部
  - 資源生物科學科
  - 應用生命科學科
  - 地域環境工學科
  - 食料・環境經濟學科
  - 森林科學科
  - 食品生物科學科

### 大学院
- 文學研究科
  - 文獻文化學
  - 思想文化學
  - 歷史文化學
  - 行動文化學
  - 現代文化學

- 教育學研究科
  - 教育科學
  - 臨床教育學

- 法學研究科
  - 基礎法學
  - 公法
  - 民刑事法
  - 政治學

- 經濟學研究科
  - 經濟系統分析
  - 經濟動態分析
  - 組織經營分析
  - 現代經濟學

- 亞洲・非洲地域研究研究科(5年制直博)
  - 東南亞地域研究
  - 非洲地域研究
  - 全球地域研究

- 情报学研究科
  - 智能情報學
  - 社會情報學
  - 先端數理科學
  - 數理工學
  - 系統科學
  - 通信情報系統

- 理學研究科
  - 數學・數理解析
  - 物理學・宇宙物理學
  - 地球惑星科學
  - 化學
  - 生物科學

- 工學研究科
  - 土木工學
  - 土木系統工學
  - 資源工學
  - 環境工學
  - 環境地球工學
  - 建築學
  - 生活空間學
  - 機械工學
  - 機械物理工學
  - 精密工學
  - 原子核工學
  - 材料工學
  - 航空宇宙工學
  - 電氣工學
  - 電子物性工學
  - 材料化學
  - 物質能量化學
  - 分子工學
  - 高分子化學
  - 合成・生物化學
  - 化學工學

- 能量科學研究科
  - 能量社會・環境科學
  - 能量基礎科學
  - 能量變換科學
  - 能量應用科學

- 醫學研究科
  - 醫學・醫科學
    - 生理系
    - 病理系
    - 內科系
    - 外科系
    - 分子醫學系
    - 腦統御醫科學系
    - 社會健康醫學系

- 藥學研究科
  - 創藥科學
  - 生命藥科學
  - 醫療藥科學

- 農學研究科
  - 農學
  - 森林科學
  - 應用生命科學
  - 應用生物科學
  - 地域環境科學
  - 生物資源經濟學
  - 食品生物科學

- 生命科学研究科
  - 統合生命科學
  - 高次生命科學

- 人間・環境學研究科
  - 共生人間學
  - 共生文明學
  - 相關環境學

- 地球环境学堂
  - 地球環境學
  - 環境管理

### 附属研究所（研究机构）
- 化学研究所(1926年—)
- 人文科学研究所(1939年—)
- 再生医化学研究所(1941年—)
- 病毒研究所(1956年—)
- 木质科学研究所(1944年—)
- 防灾研究所(1951年—)
- 基础物理学研究所(1953年—)
- 经济研究所(1962年—)
- 数理解析研究所(1963年—)
- 原子炉实验室(1963年—)
- 灵长类研究所(1967年—)
- 東南亞研究所
- iPS細胞研究所

## 設施

### 校區
- 吉田校區：絕大部份的學部和大學院都被設置在吉田校區。
- 宇治校區：无学部，设有部分研究科，包括理學研究科、工學研究科、農學研究科、能量科學研究科、情報學研究科，附屬施設包括生存圈研究所、化學研究所、能量理工学研究所、防災研究所、生存基盤科学研究小組、次世代開拓研究小組。從JR奈良線、京阪宇治線黄檗車站徒步5分鐘可到达。
- 桂校區：无学部，设有工学研究科（電氣系、化學系、建築系、地球系），附屬施設有國際融合創造中心。京阪京都交通、Yasaka Bus、京都市營巴士的桂革新公園前、京大桂校區前、桂御陵坂公車站下車可到达。

### 交通
校区间有有為了學生和教職員而設置的校車運行。吉田（本部構内）-宇治間（通稱宇治巴士）一日間來回六趟、吉田-桂間一日間來回七趟、宇治-桂間一日間來回三趟、需要時間皆為五十分鐘到一個小時左右。但是因為塞車等原因，很難確保能夠準時，而且末班車的時間相當早，在那之後就只能利用大眾交通運輸工具，因此在學生之間也有不滿的聲音。

### 宿舍
有吉田寮，建造於1913年，為日本最古老的學生宿舍。另有熊野寮、女子寮、室町寮等。

## 知名校友

世界級數學家
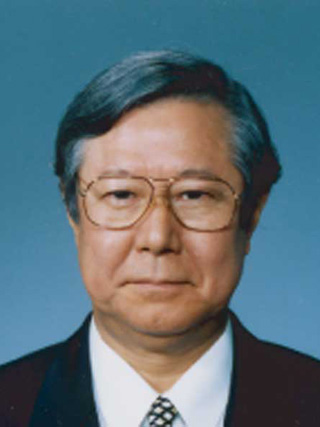
廣中平祐 1970年菲爾茲獎
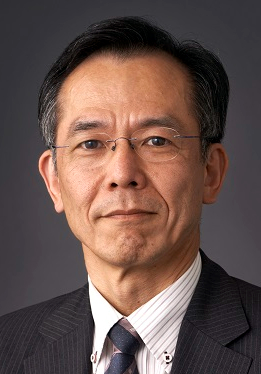
森重文 1990年菲爾茲獎
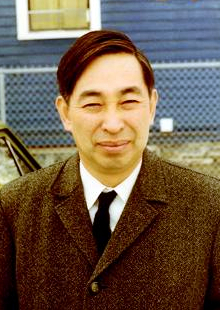
伊藤清 2006年高斯獎
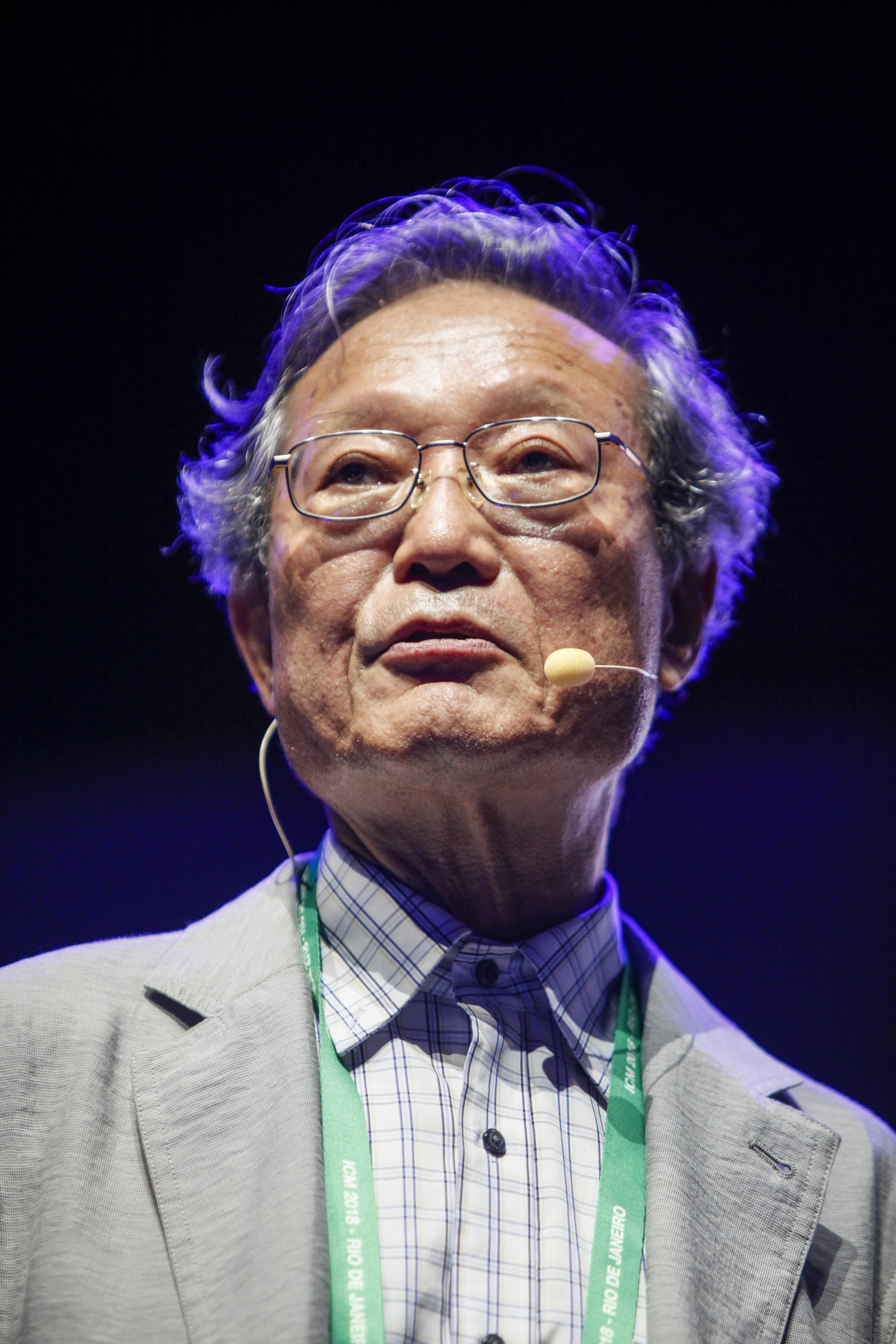
柏原正樹 2025年阿貝爾獎

日本首相
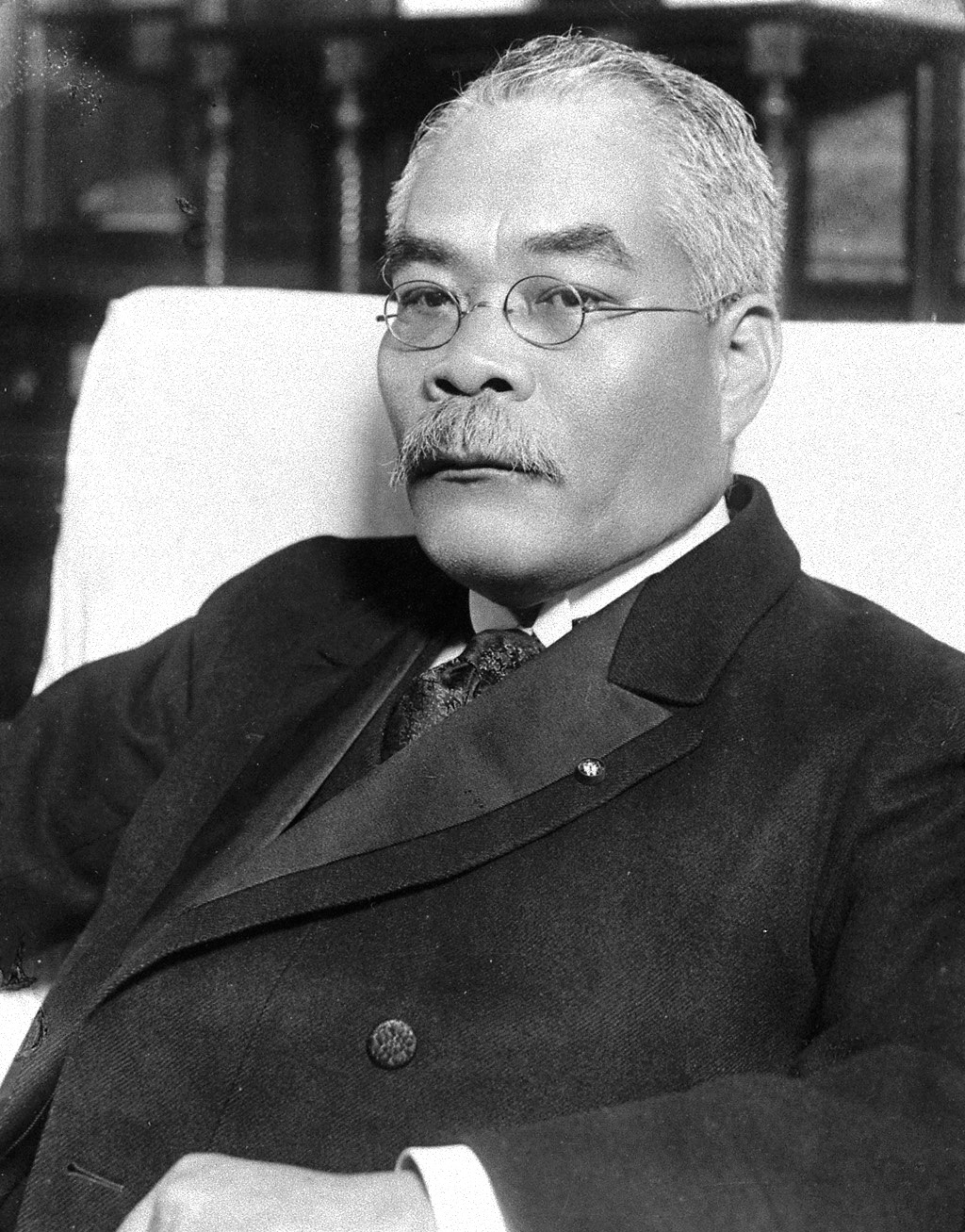
^{內閣總理大臣濱口雄幸（1929-1931）}
^{內閣總理大臣近衛文麿（1940-1941）}
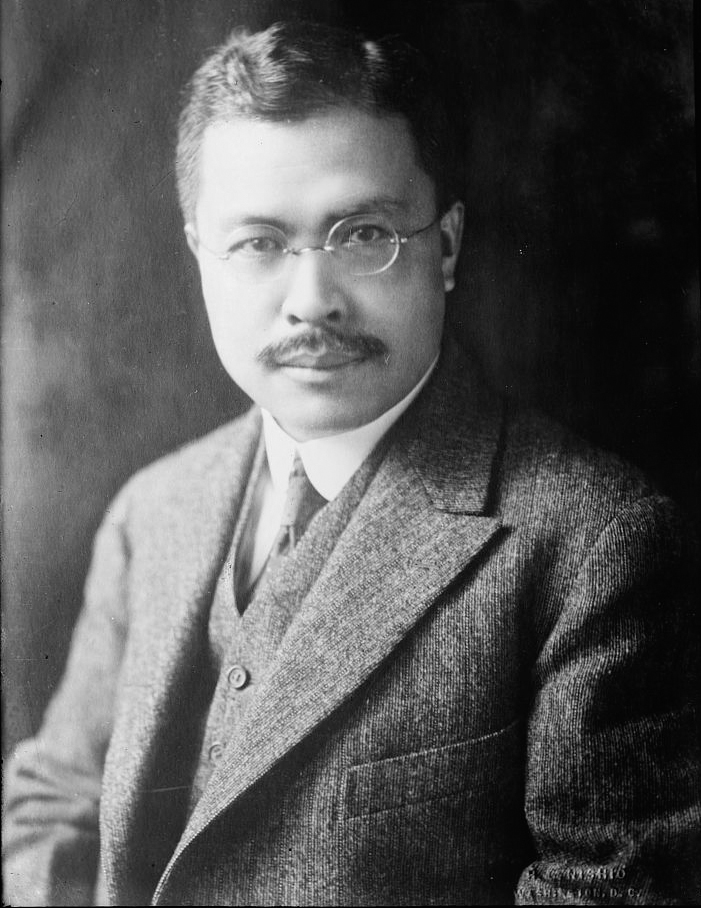
^{內閣總理大臣幣原喜重郎（1945-1946）}
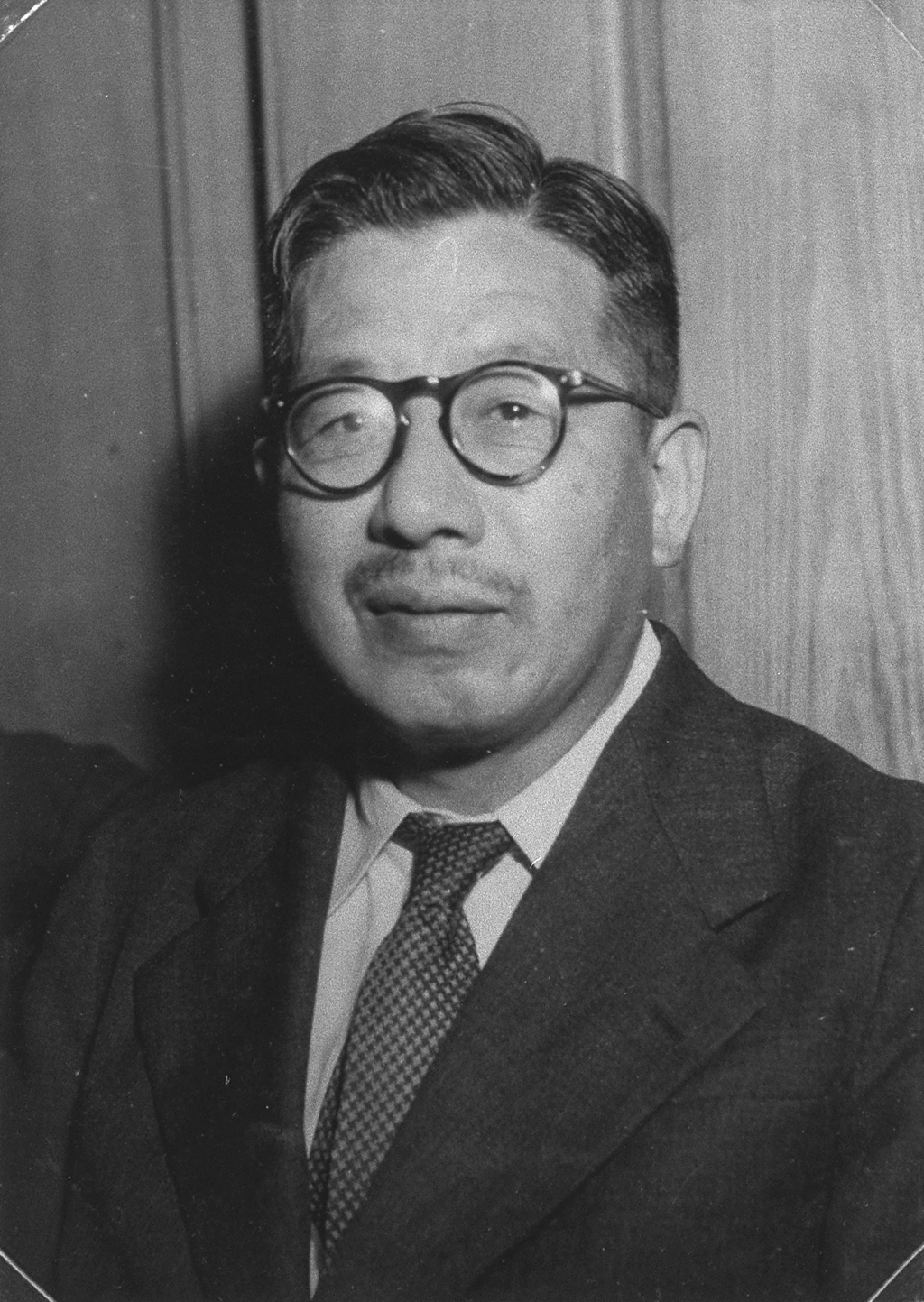
^{內閣總理大臣片山哲（1947-1948）}
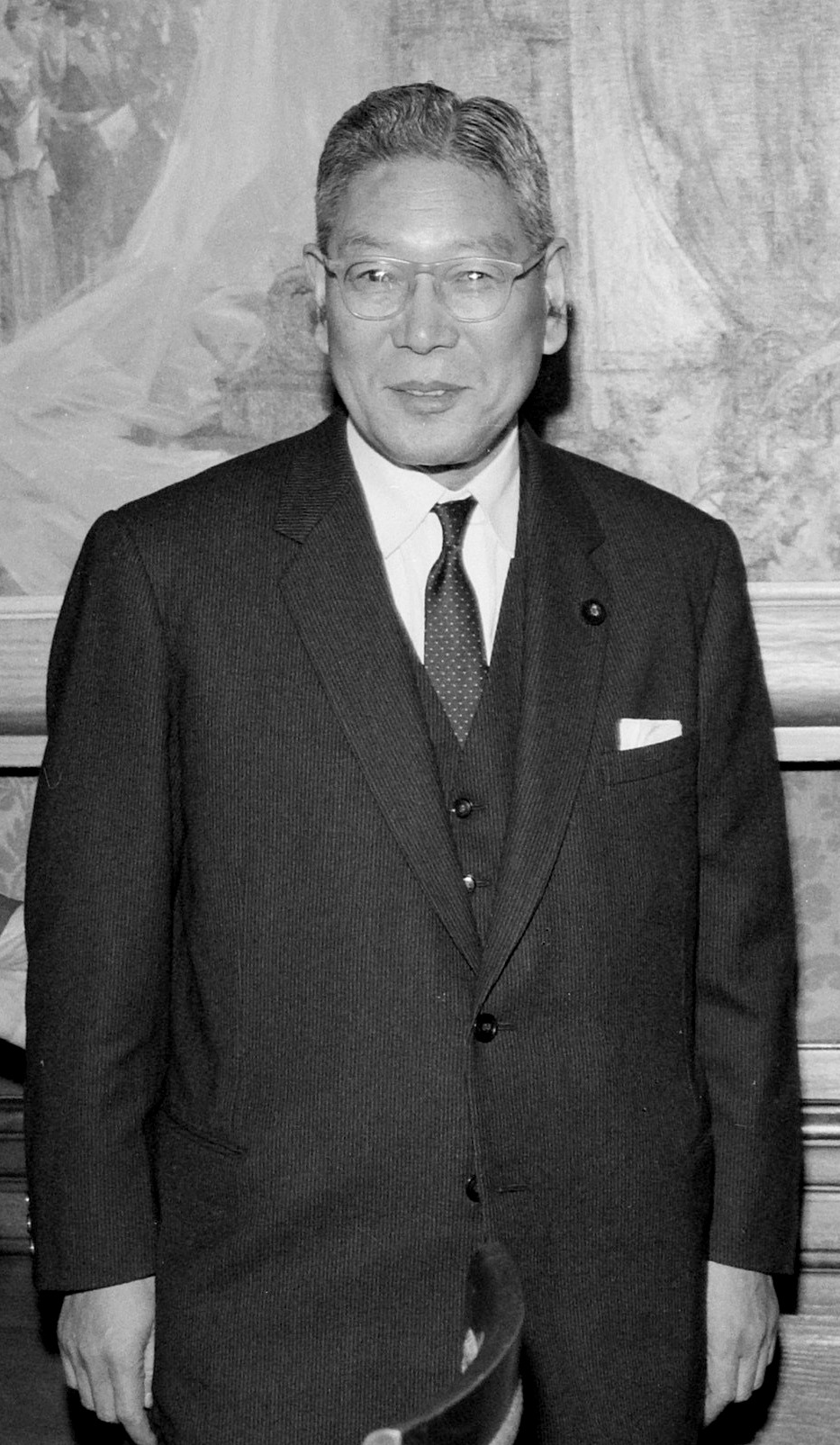
^{內閣總理大臣池田勇人（1960-1964）}

京大相關人物有19人獲得諾貝爾獎，官方記載正式得主（正式校友或教職員）計11人。校友廣中平祐、森重文曾獲世界數學最高榮譽菲爾茲獎，其他國際頂級學術獎如沃爾夫獎、拉斯克奖、阿貝爾獎、羅伯·柯霍獎、盖尔德纳国际奖以及達爾文獎章也都有京大師生獲獎。
迄今已有5名日本首相以及4名芥川賞得主來自京大，是東京地區外最具人文實力的大學。

諾貝爾獎得主（2019年官方紀錄）
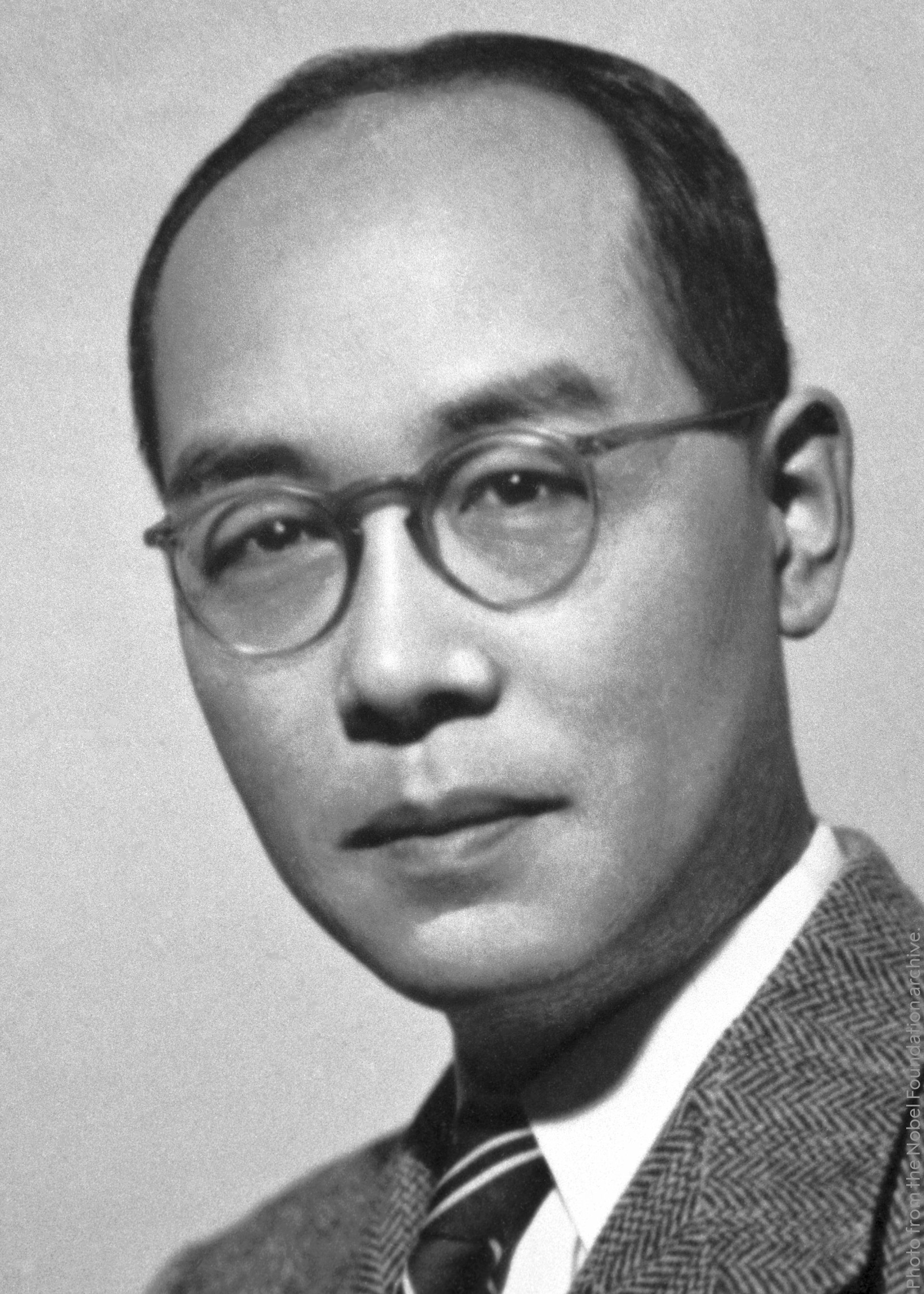
湯川秀樹 1949年物理學獎
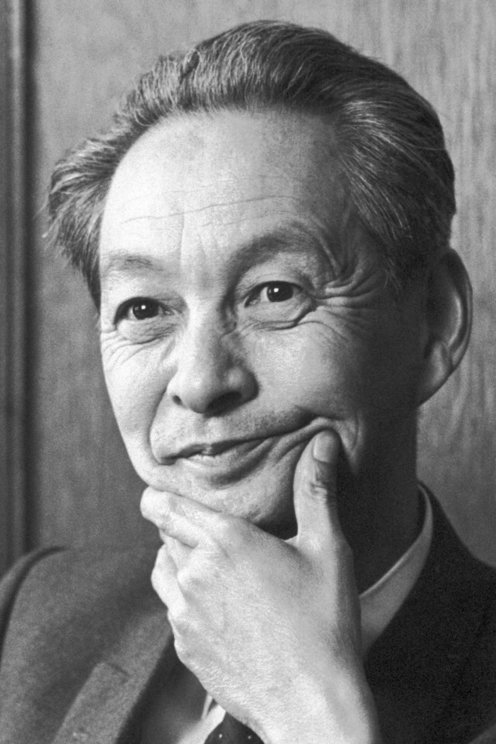
朝永振一郎 1965年物理學獎
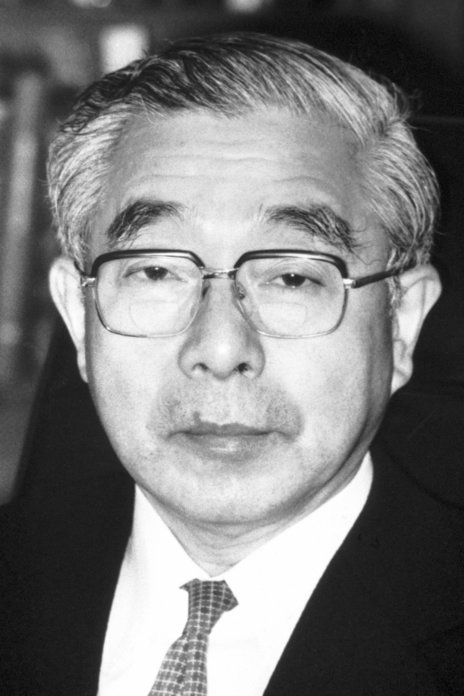
福井謙一 1981年化學獎
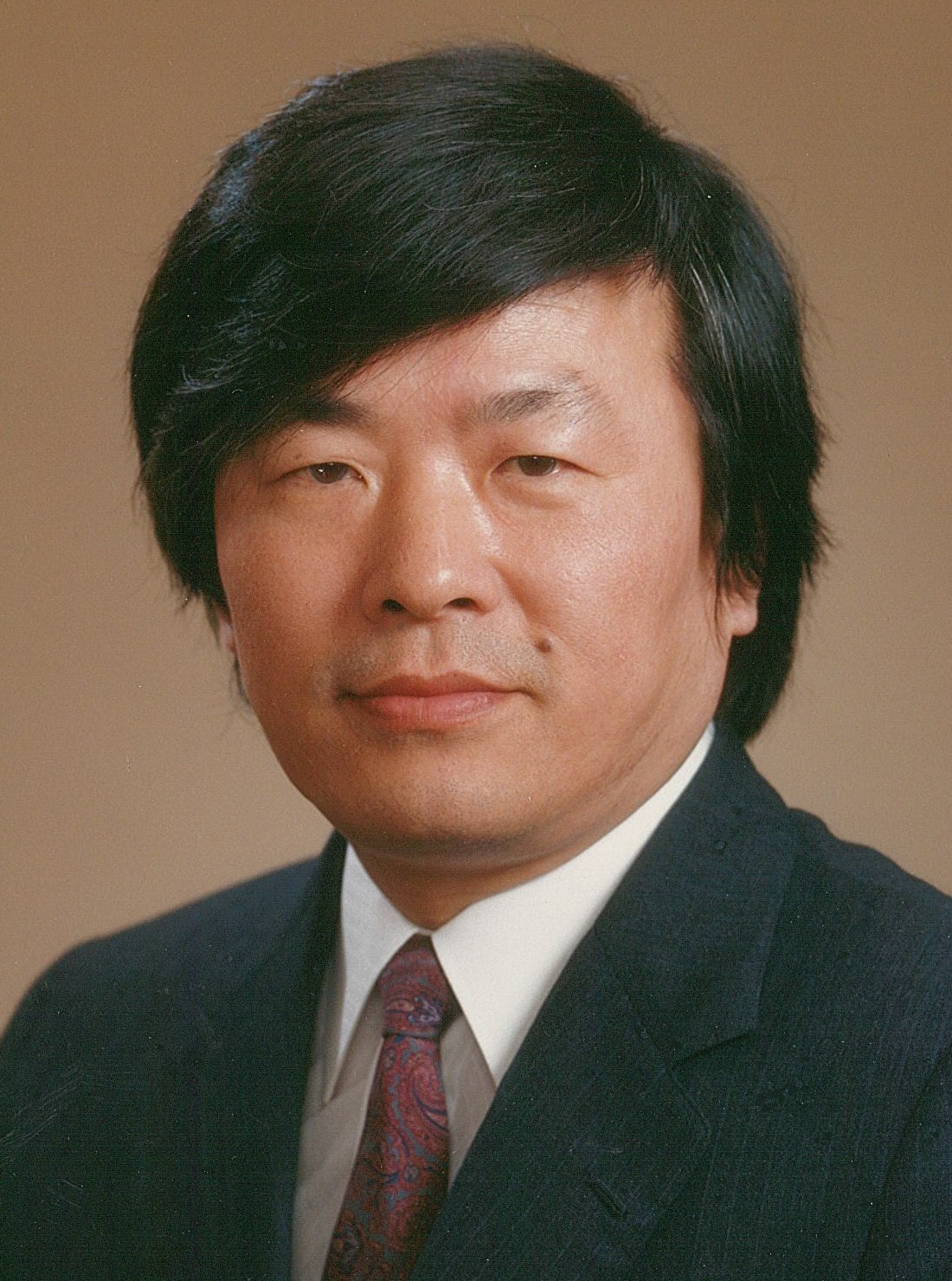
利根川進 1987年生理學或醫學獎
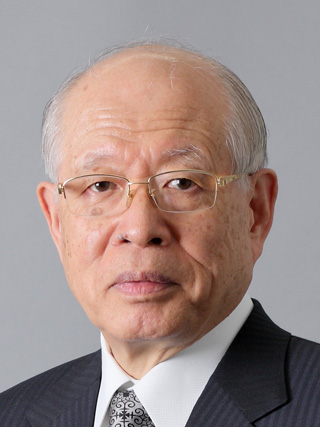
野依良治 2001年化學獎
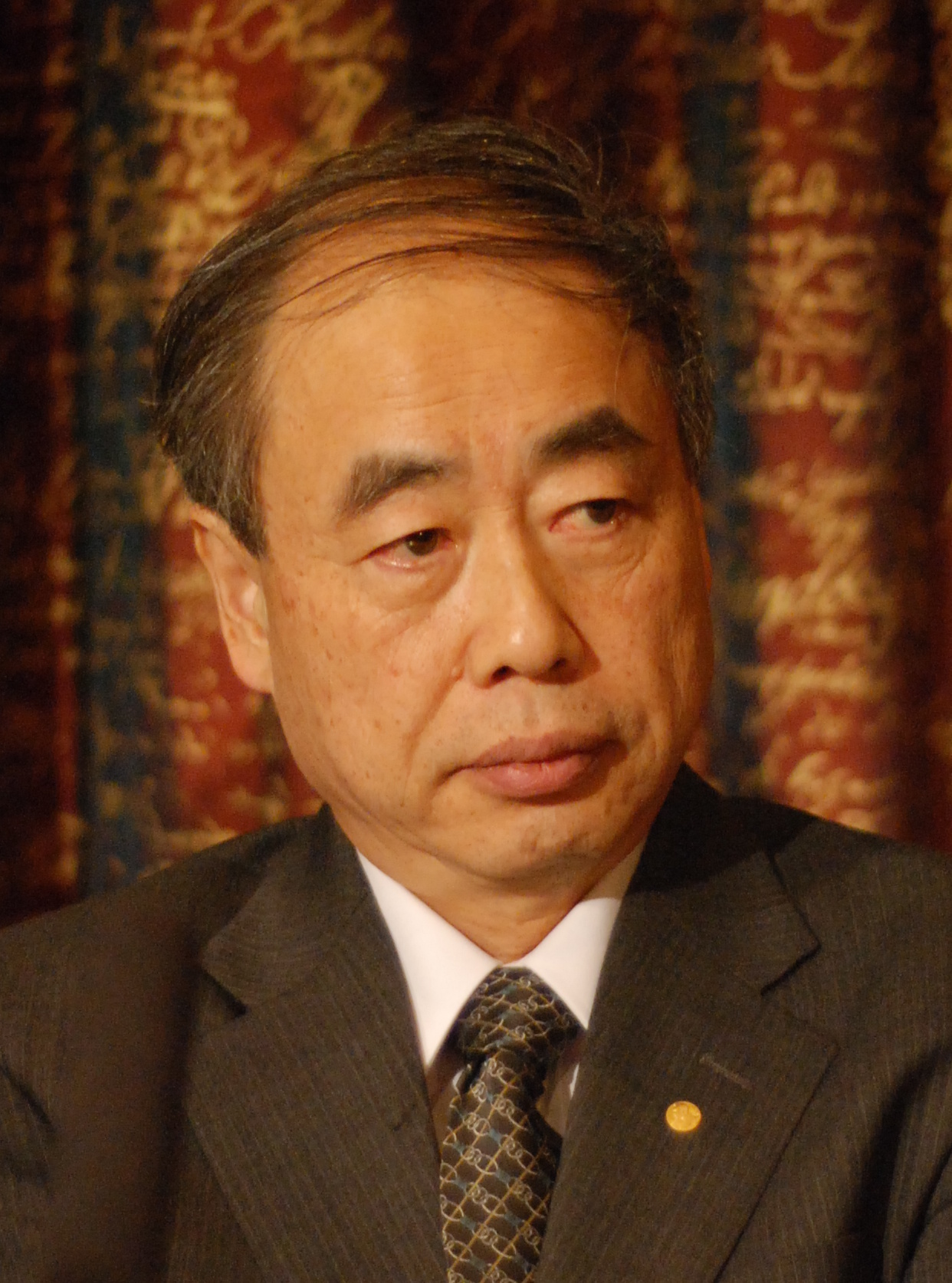
小林誠 2008年物理學獎
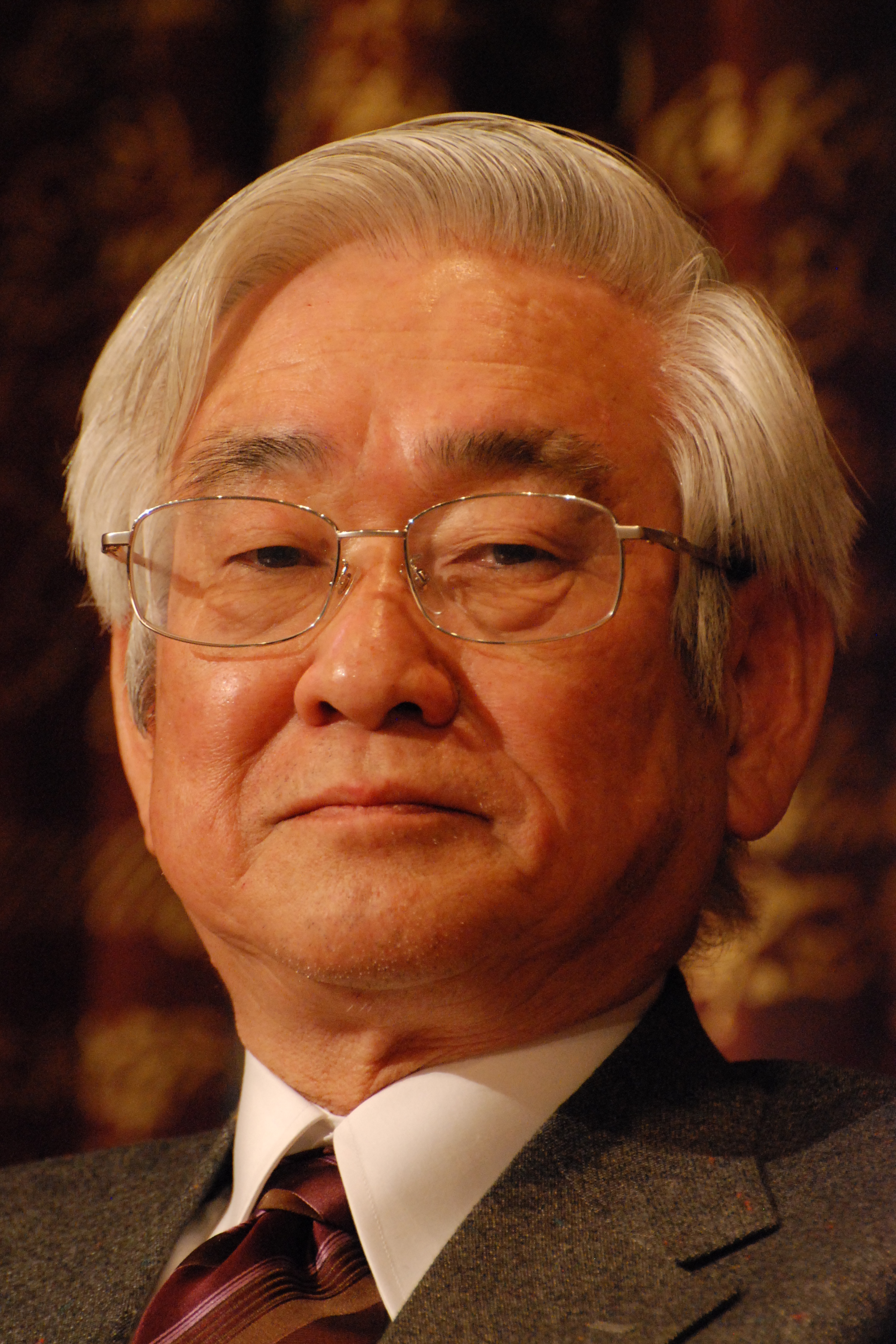
益川敏英 2008年物理學獎
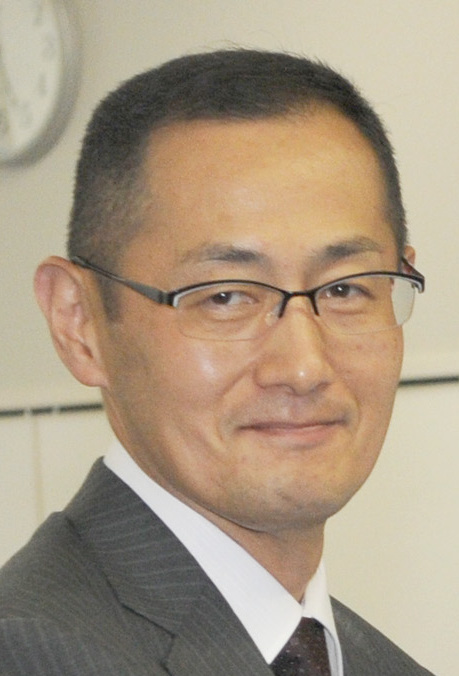
山中伸彌 2012年生理學或醫學獎
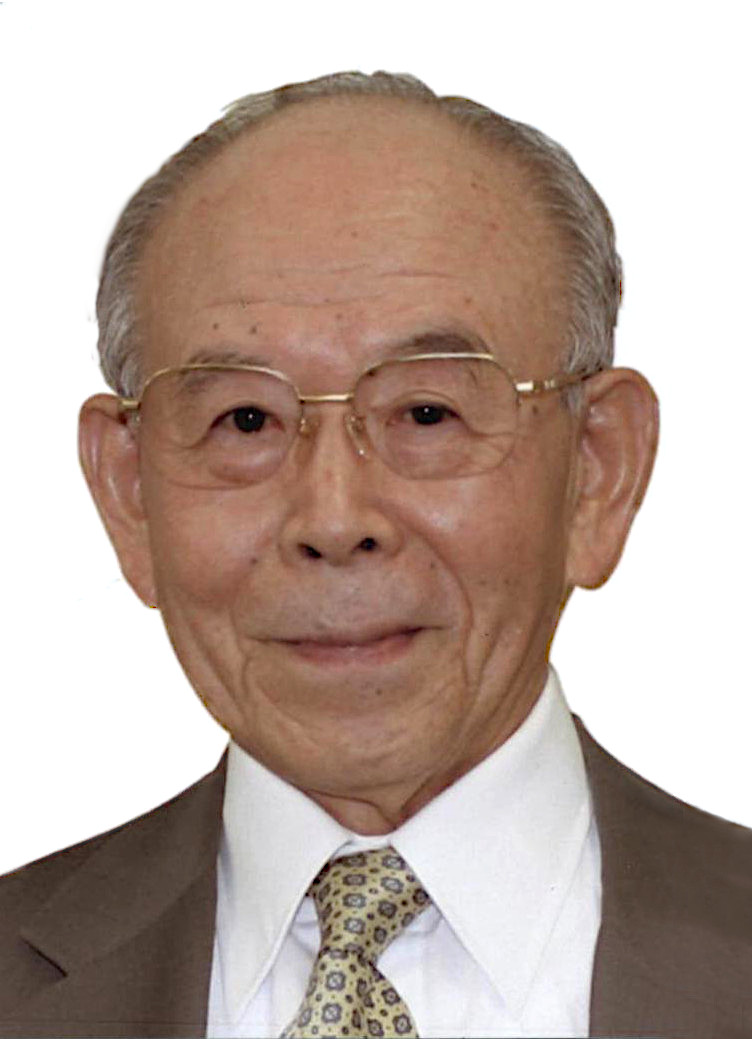
赤崎勇 2014年物理學獎
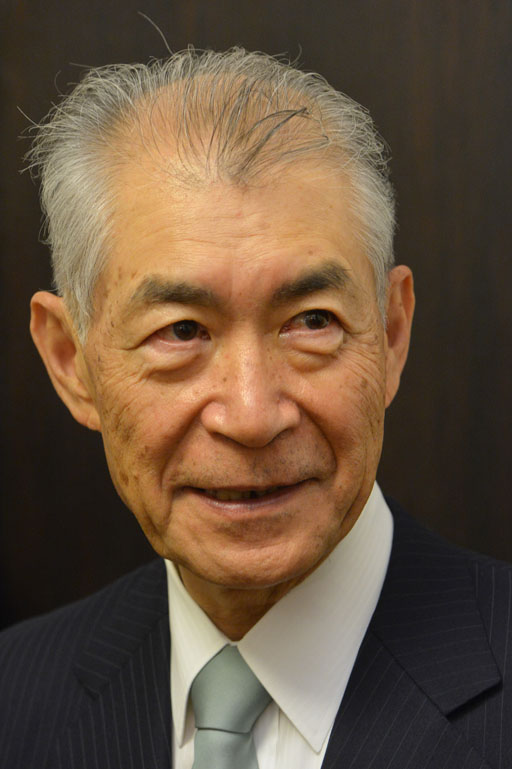
本庶佑 2018年生理學或醫學獎
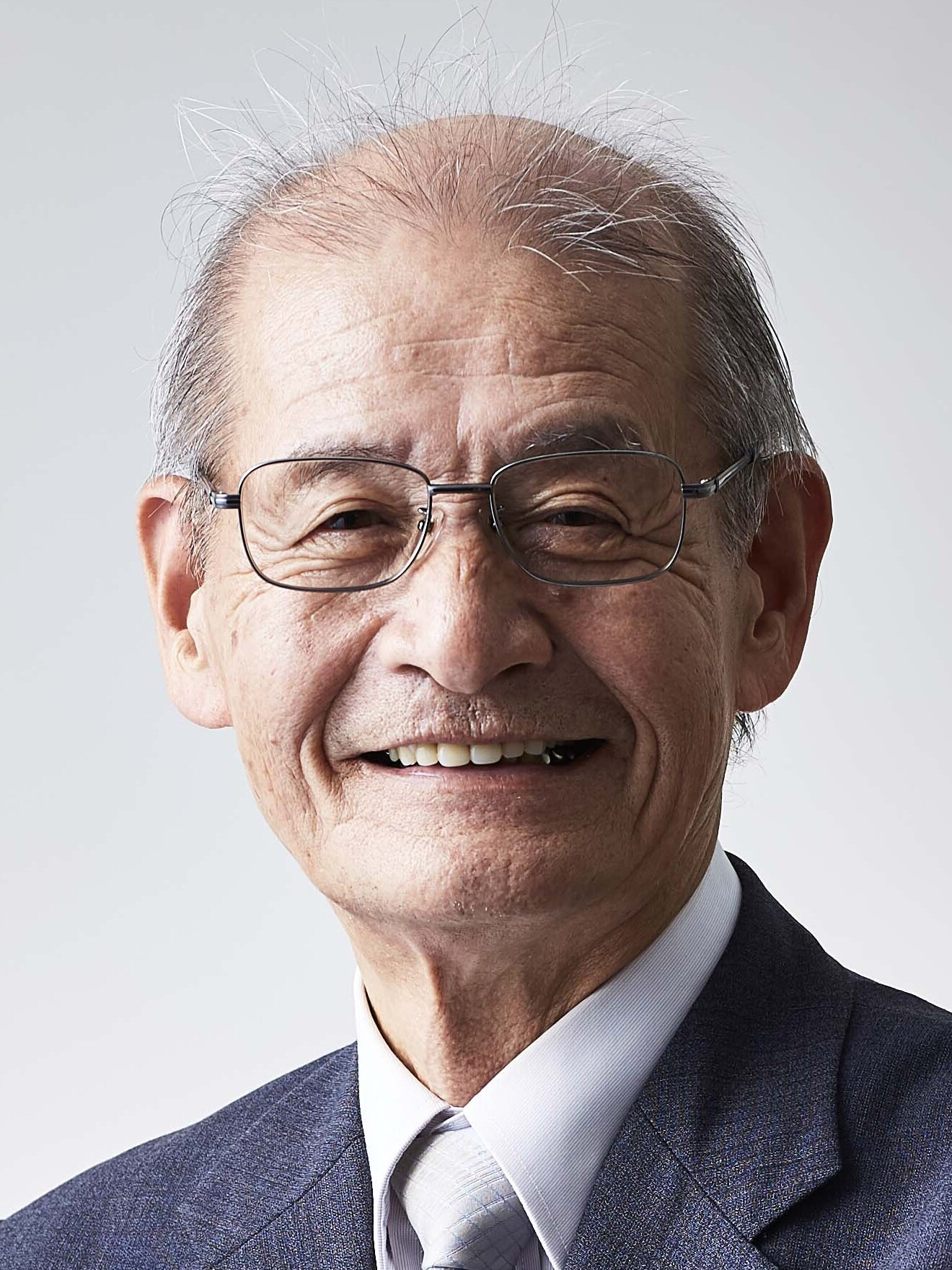
吉野彰 2019年化學獎

- 世界級數學家
- 廣中平祐
1970年菲爾茲獎
- 森重文
1990年菲爾茲獎
- 伊藤清
2006年高斯獎
- 柏原正樹
2025年阿貝爾獎

- 日本首相
- 內閣總理大臣濱口雄幸（1929-1931）
- 內閣總理大臣近衛文麿（1940-1941）
- 內閣總理大臣幣原喜重郎（1945-1946）
- 內閣總理大臣片山哲（1947-1948）
- 內閣總理大臣池田勇人（1960-1964）

## 社会影响

### 京都学派
最早这一称谓用来指代哲学系教授西田幾多郎和田辺元所开创的一种新的哲学思想，后来这一词语延伸至法学，经济学等其他领域，京都学派对日本的哲学理论产生了重要影响。

### 泷川事件
1933年在京都大学发生的泷川事件（京大事件），使日本社会开始反思学术界的思想自由和大学存在的意义。战后黑泽明导演指导的《我於青春無悔》（わが青春に悔なし）就是以这一事件为背景。
1933年，法学部的泷川幸辰教授在其著作《刑法讲义》、《刑法读本》中，对于《通奸罪》只适用于妻子一方的法律提出批判。泷川的这一主张，遭到了贵族院议员菊池武夫和政友会宫泽裕等人的攻击，被指责为共产主义的学说，因此上述著作被禁止发售。斋藤实内阁的文部大臣鸠山一郎甚至对京大校长小西重直提出罢免泷川的要求。尽管校长拒绝了这个要求，但根据文官分限令，泷川仍被迫停职。
面对这个事态，京大法学部全体31位教授提出辞职以表抗议，但是未得到学校当局和其他学部的支持。接着，小西校长也被迫辞职。之后，强硬派的新任校长松井元兴上任，事件迅速得到了平息，泷川教授被免职，佐佐木惣一（后为立命馆大学校长）、宫本英雄、森口繁治、末川博等教授也被免职，其余14名教官辞职。